# Great Cumbrae
L'Illa Great Cumbrae (en gaèlic escocès, Cumaradh Mòr), també coneguda simplement com a Cumbrae o illa de Cumbrae, és la major de les dues illes conjuntament conegudes com The Cumbraes en el Fiord de Clyde, a l'oest d'Escòcia. L'illa alberga el National Watersports Center (Centre nacional d'esports aquàtics), la Catedral de les Illes i la University Marine Biological Station (Estació universitària de biologia marina) a Millport; també hi ha un camp de golf que s'estén fins a gairebé el cim de l'illa, i una carretera que l'envolta i que és molt propícia per a excursions turístiques i familiars.

## Geografia
Great Cumbrae té 3,9 km de longitud i 2 d'amplària, i la seva màxima elevació són els 127 metres del Glaidstane, una gran roca situada en el cim de la muntanya més alta de l'illa. Des d'aquest punt és possible observar el panorama fins a més enllà del Fiord de Clyde, amb Ben Lomond en el nord, i les illes de Bute i Arran, i més enllà la península de Kintyre, i fins i tot fins a l'illa de Jura, cap a l'oest. Cap al sud es troba Aisla Craig, uns 60 km més enllà de Little Cumbrae. En un dia especialment clar, pot arribar a veure's fins i tot la costa d'Irlanda del Nord.
Millport és l'única ciutat de l'illa, i se situa en una gran badia en la costa sud de l'illa. La població de Great Cumbrae era de 1.434 persones en 2001, encara que s'incrementa de forma important durant l'estiu, ja que moltes de les edificacions són segones residències d'estiueig.
La major part dels terrenys de l'illa estan dedicats a l'agricultura i la ramaderia, excepte pels ocupats pel Millport Golf Club.
L'illa és clarament visible des dels vols internacionals que travessen l'Oceà Atlàntic des de l'Aeroport Internacional de Glasgow.

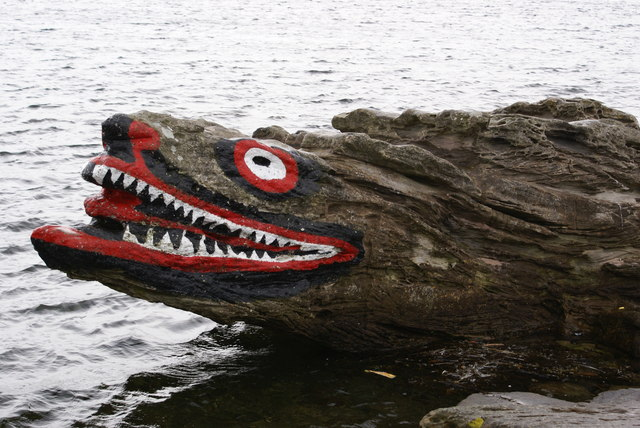
Roca cocodril, a la costa de Cumbrae, prop de Millport

## Geologia
L'illa se situa sobre la Falla de Great Cumbrae, que la recorre de nord-est a sud-oest. Al voltant de la falla poden veure's algunes formacions de roca curioses, que s'han fet populars entre els turistes: "la roca cocodril", "la cara de l'indi", "la roca lleó" o "la cara de la Reina Victoria". Diverses d'elles han estat ressaltades amb pintures de colors.
La costa oest de Cumbrae ofereix diversos exemples de platges elevades, especialment a l'àrea que envolta Bell Bay, on també es troba la major cataracta de l'illa, Horse Falls, que va a trencar sobre el mar des dels penya-segats.

## Història
Great Cumbrae ha estat habitada des del final de l'última glaciació. Va haver-hi una època en la qual podien trobar-se en ella un bon nombre de menhirs. En l'Edat Mitjana es creu que el rei viking Haakon IV de Noruega va poder usar aquesta illa com a base abans de la batalla de Largs (1263).
Cumbrae també ha estat molt unida a l'expansió del cristianisme a Escòcia. El Breviario d'Aberdeen, imprès a Edimburg en 1509, compte la història de dues de les primeres missioneres de l'illa: Santa Beya i Santa Maura.
Durant molts segles l'illa va estar sota una sobirania compartida, del Marquès de Bute en l'oest i el Comte de Glasgow en l'est. En 1999 l'últim terratinent feudal, John Crichton-Stuart, va posar a la venda l'illa, donant als agricultors la possibilitat de comprar-la a preu de sortida.
Al segle xx, amb l'augment del turisme, Millport es va convertir en una parada habitual dels ferries i de les famílies durant les festes i els caps de setmana. Actualment la major part dels visitants van a passar el dia a l'illa, sobretot amb el creixement dels viatges organitzats des de l'estranger. El ferri PS Waverley connecta l'illa amb Glasgow i Ayr durant l'estiu.

## Atractius turístics
- Catedral de les illes – William Butterfield, un dels grans arquitectes del neogòtic, va dissenyar la catedral de la diòcesi de Argyll i les Illes, per a l'Església Episcopal d'Escòcia (Comunió anglicana). George Frederick Boyle, 6è Comte de Glasgow, va actuar com a fundador i benefactor. La construcció va finalitzar el 1849 i la catedral es va obrir el 1851. La catedral està envoltada de parcs i boscos, i és al mateix temps l'edifici més alt de Great Cumbrae, i la catedral més petita de les Illes Britàniques (i probablement d'Europa)
- College of the Holy Spirit – Unit a la catedral, aquest antic seminari és ara un asil i el Argyll Diocesan Conference Centre. Va ser la base per la Community of Celebration, de Fisherfolk, un grup d'arestes i músics que van decidir compartir un estil de vida benedictino durant els anys 70 i 80.
- The Wedge – Residència privada amb la façana més petita del Regne Unit: l'amplària de la porta.
- Museu de les Cumbraes - Situat en el fort originalment construït per controlar i evitar el contraban
- Estació de Biologia Marina, Keppel Pier – Conté un aquari amb criatures marines del Fiord de Clyde, i un museu en el qual es narra la història del mar i de la zona del Clyde. També ofereix residència a alumnes de biologia marina del Regne Unit, sobretot durant els mesos d'estiu.